# 絨轄曲
絨轄曲，是恒河支流戈西河的支流塔馬科西河（Tama Koshi River）上游中國境內河段名稱，发源于西藏自治区日喀則市定日縣絨轄鄉北部冰川，向西南貫穿絨轄鄉境，於學扎附近流入尼泊爾境內，改稱塔馬戈西河。
塔馬柯西河最終注入桑戈西河（Sunkoshi River）。桑戈西河與阿龍河、塔摩爾河滙合後，始稱戈西河。